# Malawi ai Giochi della XXXIII Olimpiade
Il Malawi ha partecipato ai Giochi della XXXIII Olimpiade, svoltisi a Parigi dal 26 luglio all'11 agosto 2024, con una delegazione di 3 atleti, un uomo e due donne, in 2 discipline.

## Delegazione
| Sport            | Uomini | Donne | Totale |
| ---------------- | ------ | ----- | ------ |
| Atletica leggera | 0      | 1     | 1      |
| Nuoto            | 1      | 1     | 2      |
| Totale           | 1      | 2     | 3      |